# Open di Francia 2025
L'Open di Francia 2025 (conosciuto anche come Roland Garros) è un torneo di tennis giocato sulla terra rossa. Si tratta della 124ª edizione dell'Open di Francia, seconda prova del Grande Slam nel 2025. Si disputa allo Stade Philippe Chatrier di Parigi, in Francia, dal 25 maggio all'8 giugno 2025.

## Torneo

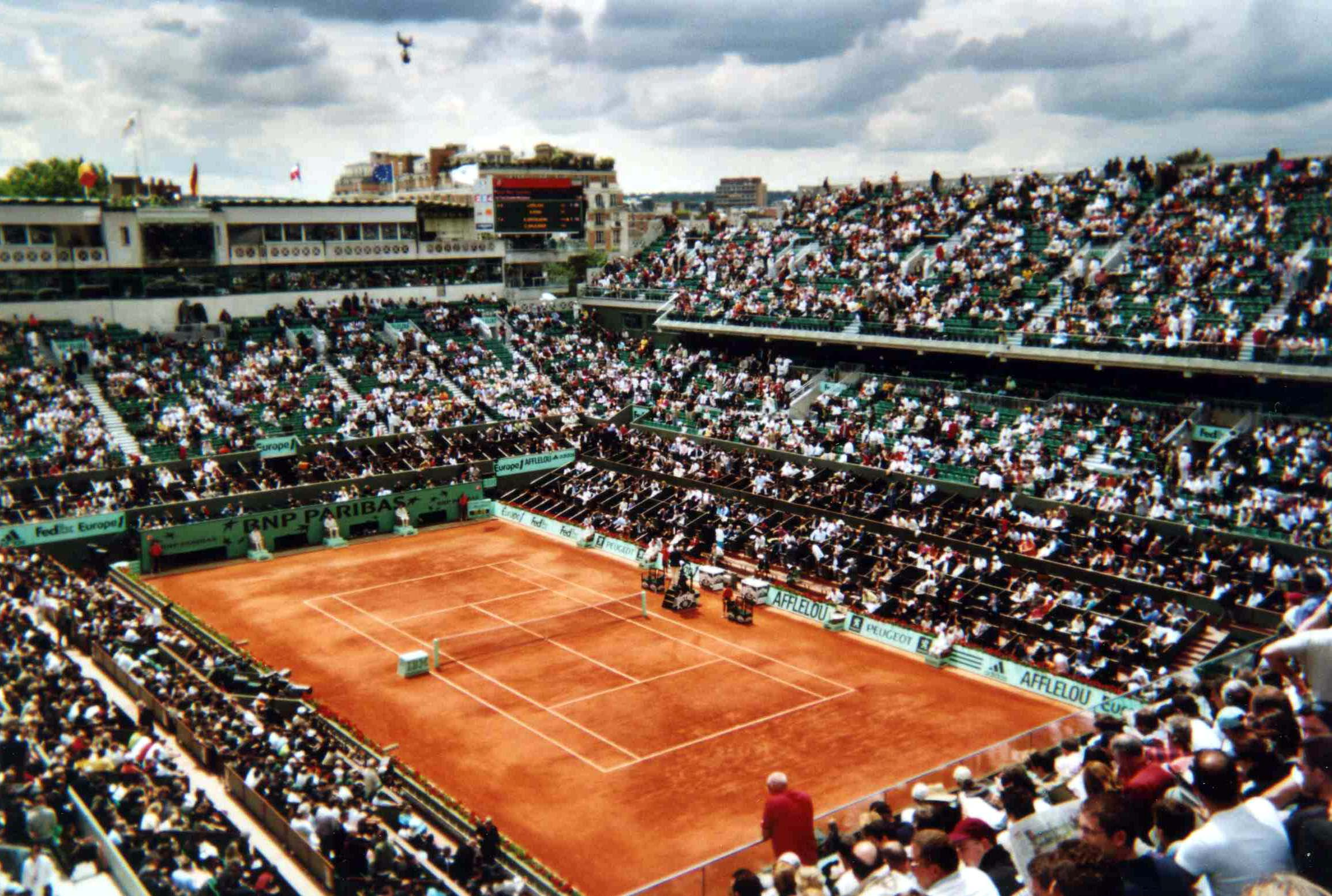
Il Philippe Chatrier dove si giocano le finali dell'Open di Francia

L'evento è organizzato dalla International Tennis Federation (ITF), e fa parte dell'ATP Tour 2025 e del WTA Tour 2025 sotto la categoria Grande Slam. Il torneo comprende il singolare (maschile, femminile) e il doppio (maschile, femminile). Si disputano anche i tornei di singolare e doppio per ragazze e ragazzi (giocatori under 18) e i tornei di singolare e doppio in carrozzina.
Il torneo si gioca su ventidue campi in terra rossa, inclusi i tre campi principali: Court Philippe Chatrier, Court Suzanne Lenglen e Court Simonne-Mathieu.

## Teste di serie nel singolare
| Legenda colori              |
| Vincitore                   |
| Finalista                   |
| Semifinalista               |
| Quarti di finale            |
| Eliminati al 1T, 2T, 3T, 4T |

### Singolare maschile
Le teste di serie maschili sono state assegnate il 19 maggio 2025. I ranking e i punteggi precedenti al torneo sono aggiornati al 26 maggio 2025.
| Tds | Rank | Giocatore                   | Punteggio precedente | Punti da difendere 2024 | Punti conquistati | Nuovo punteggio | Situazione                                            |
| --- | ---- | --------------------------- | -------------------- | ----------------------- | ----------------- | --------------- | ----------------------------------------------------- |
| 1   | 1    | Jannik Sinner               | 10.380               | 800                     | 1.300             | 10.880          | Sconfitto in finale da Carlos Alcaraz [2]             |
| 2   | 2    | Carlos Alcaraz              | 8.850                | 2.000                   | 2.000             | 8.850           | Vittoria in finale contro Jannik Sinner [1]           |
| 3   | 3    | Alexander Zverev            | 7.285                | 1.300                   | 400               | 6.385           | Eliminato ai quarti di finale da Novak Đoković [6]    |
| 4   | 4    | Taylor Fritz                | 4.675                | 200                     | 10                | 4.485           | Eliminato al primo turno da Daniel Altmaier           |
| 5   | 5    | Jack Draper                 | 4.610                | 10                      | 200               | 4.800           | Eliminato al quarto turno da Aleksandr Bublik         |
| 6   | 6    | Novak Đoković               | 4.230                | 400                     | 800               | 4.630           | Eliminato in semifinale da Jannik Sinner [1]          |
| 7   | 8    | Casper Ruud                 | 3.655                | 800                     | 50                | 2.905           | Eliminato al secondo turno da Nuno Borges             |
| 8   | 7    | Lorenzo Musetti             | 3.860                | 100                     | 800               | 4.560           | Ritirato in semifinale vs. Carlos Alcaraz [2]         |
| 9   | 9    | Alex de Minaur              | 3.635                | 400                     | 50                | 3.285           | Eliminato al secondo turno da Aleksandr Bublik        |
| 10  | 10   | Holger Rune                 | 3.440                | 200                     | 200               | 3.440           | Eliminato al quarto turno da Lorenzo Musetti [8]      |
| 11  | 11   | Daniil Medvedev             | 3.290                | 200                     | 10                | 3.100           | Eliminato al primo turno da Cameron Norrie            |
| 12  | 12   | Tommy Paul                  | 3.210                | 100                     | 400               | 3.510           | Eliminato ai quarti di finale da Carlos Alcaraz [2]   |
| 13  | 13   | Ben Shelton                 | 2.980                | 100                     | 200               | 3.080           | Eliminato al quarto turno da Carlos Alcaraz [2]       |
| 14  | 14   | Arthur Fils                 | 2.845                | 10                      | 100               | 2.935           | Ritirato al terzo turno per infortunio                |
| 15  | 16   | Frances Tiafoe              | 2.665                | 50                      | 400               | 3.015           | Eliminato ai quarti di finale da Lorenzo Musetti [8]  |
| 16  | 17   | Grigor Dimitrov             | 2.595                | 400                     | 10                | 2.205           | Ritirato al primo turno vs. Ethan Quinn [Q]           |
| 17  | 15   | Andrej Rublëv               | 2.820                | 100                     | 200               | 2.920           | Eliminato al quarto turno da Jannik Sinner [1]        |
| 18  | 18   | Francisco Cerúndolo         | 2.475                | 200                     | 10                | 2.285           | Eliminato al primo turno da Gabriel Diallo            |
| 19  | 19   | Jakub Menšík                | 2.272                | 0                       | 50                | 2.322           | Eliminato al secondo turno da Henrique Rocha [Q]      |
| 20  | 20   | Stefanos Tsitsipas          | 2.270                | 400                     | 50                | 1.920           | Eliminato al secondo turno da Matteo Gigante [Q]      |
| 21  | 22   | Tomáš Macháč                | 2.110                | 100                     | 10                | 2.020           | Eliminato al primo turno da Quentin Halys             |
| 22  | 21   | Ugo Humbert                 | 2.155                | 10                      | 50                | 2.195           | Eliminato al secondo turno da Jacob Fearnley          |
| 23  | 23   | Sebastian Korda             | 2.020                | 100                     | 100               | 2.020           | Eliminato al terzo turno da Frances Tiafoe [15]       |
| 24  | 24   | Karen Chačanov              | 1.960                | 50                      | 100               | 2.010           | Eliminato al terzo turno da Tommy Paul [12]           |
| 25  | 25   | Alexei Popyrin              | 1.950                | 10                      | 200               | 2.140           | Eliminato al quarto turno da Tommy Paul [12]          |
| 26  | 29   | Alejandro Davidovich Fokina | 1.770                | 50                      | 50                | 1.770           | Eliminato al secondo turno da Jiří Lehečka            |
| 27  | 31   | Denis Shapovalov            | 1.701                | 100                     | 50                | 1.651           | Eliminato al secondo turno da Filip Misolic [Q]       |
| 28  | 32   | Brandon Nakashima           | 1.690                | 50                      | 10                | 1.650           | Eliminato al primo turno da Mariano Navone            |
| 29  | 27   | Félix Auger-Aliassime       | 1.875                | 200                     | 10                | 1.685           | Eliminato al primo turno da Matteo Arnaldi            |
| 30  | 28   | Hubert Hurkacz              | 1.830                | 200                     | 10                | 1.640           | Eliminato al primo turno da João Fonseca              |
| 31  | 37   | Giovanni Mpetshi Perricard  | 1.414                | 0                       | 50                | 1.464           | Eliminato al secondo turno da Damir Džumhur           |
| 32  | 33   | Alex Michelsen              | 1.550                | 10                      | 10                | 1.550           | Eliminato al primo turno da Juan Manuel Cerúndolo [Q] |
| N/A | 62   | Aleksandr Bublik            | 915                  | 50                      | 400               | 1.265           | Eliminato ai quarti di finale da Jannik Sinner [1]    |

Il seguente giocatore sarebbe entrato in tabellone come testa di serie ma si è ritirato prima dell'inizio del torneo.
| Rank | Giocatore         | Punteggio precedente | Punti da difendere | Nuovo punteggio | Motivo ritiro              |
| ---- | ----------------- | -------------------- | ------------------ | --------------- | -------------------------- |
| 30   | Matteo Berrettini | 1.720                | 0                  | 1.720           | Infortunio agli addominali |

### Singolare femminile
Le teste di serie femminili sono state assegnate il 19 maggio 2025. I ranking e i punteggi precedenti al torneo sono aggiornati al 26 maggio 2025.
| Tds | Rank | Giocatrice             | Punteggio precedente | Punti da difendere | Punti conquistati | Nuovo punteggio | Situazione                                           |
| --- | ---- | ---------------------- | -------------------- | ------------------ | ----------------- | --------------- | ---------------------------------------------------- |
| 1   | 1    | Aryna Sabalenka        | 10.683               | 430                | 1.300             | 11.553          | Sconfitta in finale da Coco Gauff [2]                |
| 2   | 2    | Coco Gauff             | 6.863                | 780                | 2.000             | 8.083           | Vittoria in finale contro Aryna Sabalenka [1]        |
| 3   | 3    | Jessica Pegula         | 6.243                | 0                  | 240               | 6.483           | Eliminata al quarto turno da Loïs Boisson [WC]       |
| 4   | 4    | Jasmine Paolini        | 5.865                | 1.300              | 240               | 4.805           | Eliminata al quarto turno da Elina Svitolina [13]    |
| 5   | 5    | Iga Świątek            | 5.838                | 2.000              | 780               | 4.618           | Eliminata in semifinale da Aryna Sabalenka [1]       |
| 6   | 6    | Mirra Andreeva         | 4.985                | 780                | 430               | 4.635           | Eliminata ai quarti di finale da Loïs Boisson [WC]   |
| 7   | 8    | Madison Keys           | 4.184                | 130                | 430               | 4.484           | Eliminata ai quarti di finale da Coco Gauff [2]      |
| 8   | 7    | Zheng Qinwen           | 4.368                | 130                | 430               | 4.668           | Eliminata ai quarti di finale da Aryna Sabalenka [1] |
| 9   | 9    | Emma Navarro           | 3.879                | 240                | 10                | 3.649           | Eliminata al primo turno da Jéssica Bouzas Maneiro   |
| 10  | 10   | Paula Badosa           | 3.684                | 130                | 130               | 3.684           | Eliminata al terzo turno da Dar'ja Kasatkina [17]    |
| 11  | 12   | Diana Šnajder          | 3.108                | 10                 | 70                | 3.168           | Eliminata al secondo turno da Dajana Jastrems'ka     |
| 12  | 11   | Elena Rybakina         | 3.548                | 430                | 240               | 3.358           | Eliminata al quarto turno da Iga Świątek [5]         |
| 13  | 14   | Elina Svitolina        | 2.845                | 240                | 430               | 3.035           | Eliminata ai quarti di finale da Iga Świątek [5]     |
| 14  | 13   | Karolína Muchová       | 2.919                | 0                  | 10                | 2.929           | Eliminata al primo turno da Alycia Parks             |
| 15  | 15   | Barbora Krejčíková     | 2.664                | 10                 | 70                | 2.724           | Eliminata al secondo turno da Veronika Kudermetova   |
| 16  | 16   | Amanda Anisimova       | 2.634                | 70                 | 240               | 2.804           | Eliminata al quarto turno da Aryna Sabalenka [1]     |
| 17  | 17   | Dar'ja Kasatkina       | 2.631                | 70                 | 240               | 2.801           | Eliminata al quarto turno da Mirra Andreeva [6]      |
| 18  | 19   | Donna Vekić            | 2.226                | 130                | 70                | 2.166           | Eliminata al secondo turno da Bernarda Pera          |
| 19  | 18   | Ljudmila Samsonova     | 2.280                | 130                | 240               | 2.390           | Eliminata al quarto turno da Zheng Qinwen [8]        |
| 20  | 20   | Ekaterina Aleksandrova | 2.148                | 10                 | 240               | 2.378           | Eliminata al quarto turno da Coco Gauff [2]          |
| 21  | 21   | Jeļena Ostapenko       | 2.140                | 70                 | 130               | 2.200           | Eliminata al terzo turno da Elena Rybakina [12]      |
| 22  | 22   | Clara Tauson           | 2.098                | 240                | 130               | 1.988           | Eliminata al terzo turno da Amanda Anisimova [16]    |
| 23  | 23   | Beatriz Haddad Maia    | 2.091                | 10                 | 10                | 2.091           | Eliminata al primo turno da Hailey Baptiste          |
| 24  | 24   | Elise Mertens          | 1.866                | 130                | 10                | 1.746           | Eliminata al primo turno da Loïs Boisson [WC]        |
| 25  | 26   | Magdalena Fręch        | 1.755                | 10                 | 70                | 1.815           | Eliminata al secondo turno da Markéta Vondroušová    |
| 26  | 25   | Marta Kostjuk          | 1.796                | 70                 | 10                | 1.736           | Eliminata al primo turno da Sára Bejlek [Q]          |
| 27  | 27   | Leylah Fernandez       | 1.735                | 130                | 10                | 1.615           | Eliminata al primo turno da Olga Danilović           |
| 28  | 33   | Peyton Stearns         | 1.536                | 130                | 10                | 1.416           | Eliminata al primo turno da Eva Lys                  |
| 29  | 29   | Linda Nosková          | 1.628                | 70                 | 10                | 1.568           | Eliminata al primo turno da Anastasija Potapova      |
| 30  | 28   | Anna Kalinskaja        | 1.717                | 70                 | 10                | 1.657           | Eliminata al primo turno da Marie Bouzková           |
| 31  | 30   | Sofia Kenin            | 1.618                | 130                | 130               | 1.618           | Eliminata al terzo turno da Madison Keys [7]         |
| 32  | 31   | Julija Putinceva       | 1.615                | 70                 | 130               | 1.675           | Eliminata al terzo turno da Mirra Andreeva [6]       |
| N/A | 361  | Loïs Boisson           | 171                  | 0                  | 780               | 951             | Eliminata in semifinale da Coco Gauff [2]            |

## Teste di serie nel doppio
| Legenda colori          |
| Vincitori               |
| Finalisti               |
| Semifinalisti           |
| Quarti di finale        |
| Eliminati al 1T, 2T, 3T |

### Doppio maschile
| Team               | Team                   | Rank* | Tds |
| ------------------ | ---------------------- | ----- | --- |
| Marcelo Arévalo    | Mate Pavić             | 2     | 1   |
| Harri Heliövaara   | Henry Patten           | 7     | 2   |
| Kevin Krawietz     | Tim Pütz               | 11    | 3   |
| Simone Bolelli     | Andrea Vavassori       | 17    | 4   |
| Marcel Granollers  | Horacio Zeballos       | 21    | 5   |
| Julian Cash        | Lloyd Glasspool        | 29    | 6   |
| Nikola Mektić      | Michael Venus          | 31    | 7   |
| Joe Salisbury      | Neal Skupski           | 35    | 8   |
| Christian Harrison | Evan King              | 37    | 9   |
| Máximo González    | Andrés Molteni         | 42    | 10  |
| Nathaniel Lammons  | Jackson Withrow        | 47    | 11  |
| André Göransson    | Sem Verbeek            | 55    | 12  |
| Sadio Doumbia      | Fabien Reboul          | 56    | 13  |
| Jamie Murray       | Rajeev Ram             | 58    | 14  |
| Matthew Ebden      | John Peers             | 66    | 15  |
| Hugo Nys           | Édouard Roger-Vasselin | 71    | 16  |

* Ranking al 19 maggio 2025

### Doppio femminile
| Team                     | Team               | Rank* | Tds |
| ------------------------ | ------------------ | ----- | --- |
| Kateřina Siniaková       | Taylor Townsend    | 3     | 1   |
| Sara Errani              | Jasmine Paolini    | 12    | 2   |
| Hsieh Su-wei             | Jeļena Ostapenko   | 17    | 3   |
| Mirra Andreeva           | Diana Šnajder      | 17    | 4   |
| Asia Muhammad            | Demi Schuurs       | 30    | 5   |
| Veronika Kudermetova     | Elise Mertens      | 31    | 6   |
| Caroline Dolehide        | Desirae Krawczyk   | 41    | 7   |
| Sofia Kenin              | Ljudmyla Kičenok   | 47    | 8   |
| Chan Hao-ching           | Giuliana Olmos     | 55    | 9   |
| Jiang Xinyu              | Wu Fang-hsien      | 59    | 10  |
| Irina Chromačëva         | Fanny Stollár      | 66    | 11  |
| Tereza Mihalíková        | Olivia Nicholls    | 66    | 12  |
| Beatriz Haddad Maia      | Laura Siegemund    | 71    | 13  |
| Timea Babos              | Luisa Stefani      | 72    | 14  |
| Nicole Melichar-Martinez | Ljudmila Samsonova | 73    | 15  |
| Miyu Kato                | Aldila Sutjiadi    | 73    | 16  |

* Ranking al 19 maggio 2025

## Wildcard
Ai seguenti giocatori è stata assegnata una wildcard per accedere al tabellone principale.

### Singolare maschile
- Térence Atmane
- Arthur Cazaux
- Richard Gasquet
- Pierre-Hugues Herbert
- Emilio Nava
- Valentin Royer
- Tristan Schoolkate
- Stan Wawrinka

### Singolare femminile
- Destanee Aiava
- Loïs Boisson
- Elsa Jacquemot
- Léolia Jeanjean
- Iva Jovic
- Chloé Paquet
- Diane Parry
- Tiantsoa Rakotomanga Rajaonah

### Doppio maschile
- Grégoire Barrère /  Adrian Mannarino
- Geoffrey Blancaneaux /  Valentin Royer
- Ugo Blanchet /  Kyrian Jacquet
- Arthur Cazaux /  Harold Mayot
- Hugo Gaston /  Corentin Moutet
- Arthur Géa /  Moïse Kouamé
- Pierre-Hugues Herbert /  Nicolas Mahut

### Doppio femminile
- Julie Belgraver /  Loïs Boisson
- Estelle Cascino /  Carole Monnet
- Émeline Dartron /  Tiantsoa Rakotomanga Rajaonah
- Caroline Garcia /  Diane Parry
- Sarah Iliev /  Emma Léné
- Léolia Jeanjean /  Jessika Ponchet
- Elixane Lechemia /  Harmony Tan

### Doppio misto
- Tessah Andrianjafitrimo /  Ugo Humbert
- Julie Belgraver /  Luca Sanchez
- Estelle Cascino /  Geoffrey Blancaneaux
- Léolia Jeanjean /  Manuel Guinard
- Carole Monnet /  Albano Olivetti
- Chloé Paquet /  Nicolas Mahut
- Diane Parry /  Harold Mayot
- Jessika Ponchet /  Grégoire Jacq

## Qualificazioni
Le qualificazioni per i tabelloni principali si sono disputate dal 19 al 23 maggio.

### Singolare maschile
1. Nik'oloz Basilashvili
2. Ugo Blanchet
3. Juan Manuel Cerúndolo
4. Matteo Gigante
5. Yannick Hanfmann
6. Lloyd Harris
7. Benjamin Hassan
8. Kyrian Jacquet
9. Pablo Llamas Ruiz
10. Maximilian Marterer
11. Filip Misolic
12. Ethan Quinn
13. Albert Ramos Viñolas
14. Henrique Rocha
15. Clément Tabur
16. Giulio Zeppieri

#### Lucky losers
1. Marin Čilić
2. Elmer Møller
3. Aleksandr Ševčenko
4. Thiago Agustín Tirante

### Singolare femminile
1. Sára Bejlek
2. María Carlé
3. Joanna Garland
4. Nao Hibino
5. Tamara Korpatsch
6. Victoria Mboko
7. Carole Monnet
8. Julia Riera
9. Leyre Romero Gormaz
10. Daria Saville
11. Oksana Selechmet'eva
12. Solana Sierra
13. Anastasija Soboljeva
14. Lucrezia Stefanini
15. Nina Stojanović
16. Tereza Valentová

#### Lucky losers
1. Julija Starodubceva
2. Taylor Townsend

## Ranking protetto

### Singolare maschile
- Reilly Opelka (33)
- Jenson Brooksby (52)
- Sebastian Ofner (74)
- Emil Ruusuvuori (83)

### Singolare femminile
- Petra Kvitová (14)
- Sorana Cîrstea (37)
- Jodie Burrage (85)
- Yanina Wickmayer (91)

### Doppio maschile
- Jenson Brooksby /  Marcos Giron

### Doppio femminile
- Jodie Burrage /  Sonay Kartal
- Storm Hunter /  Ellen Perez

### Doppio misto
- Storm Hunter /  Sander Gillé

## Ritiri

### Prima del torneo
I seguenti giocatori sono stati ammessi di diritto nel tabellone principale, ma si sono ritirati a causa di infortuni o altri motivi, e sono stati sostituiti da tennisti iscritti al torneo seguendo l'ordine della classifica. Quei giocatori ritiratosi dopo il sorteggio dei tabelloni ma prima del loro incontro di primo turno sono stati sostituiti da lucky loser.

#### Singolare maschile
- Matteo Berrettini (28) → sostituito da  Marin Čilić (LL)
- Raphaël Collignon (83) → sostituito da  Elmer Møller (LL)
- David Goffin (52) → sostituito da  Aleksandr Ševčenko (LL)
- Shang Juncheng (61) → sostituito da  Hugo Dellien (101)
- Kei Nishikori (66) → sostituito da  Thiago Agustín Tirante (LL)
- Emil Ruusuvuori (83 PR) → sostituito da  Federico Agustín Gómez (LL)
- Zhang Zhizhen (56) → sostituito da  Luca Nardi (102)

#### Singolare femminile
- Sara Sorribes Tormo (85) → sostituita da  Yuan Yue (101)
- Belinda Bencic (42) → sostituita da  Taylor Townsend (LL)
- Sorana Cîrstea (37 PR) → sostituita da  Julija Starodubceva

#### Doppio maschile
- Zizou Bergs /  Raphaël Collignon → sostituiti da  Zizou Bergs /  Jesper de Jong
- Alejandro Davidovich Fokina /  Andreas Mies → sostituiti da  Ryan Seggerman /  Learner Tien
- Marcelo Demoliner /  Daniil Medvedev → sostituiti da  Marcelo Demoliner /  Nicolás Jarry
- Nick Kyrgios /  Jordan Thompson → sostituiti da  Jason Kubler /  Jordan Thompson

#### Doppio femminile
- Gabriela Dabrowski /  Erin Routliffe → sostituite da  Viktoryja Azaranka /  Erin Routliffe
- Sorana Cîrstea /  Anna Kalinskaja → sostituite da  Anastasia Dețiuc /  Julija Starodubceva
- Marta Kostjuk /  Elena-Gabriela Ruse → sostituite da  Emily Appleton /  Yvonne Cavallé Reimers
- Èlina Avanesyan /  Elisabetta Cocciaretto → sostituite da  Irina-Camelia Begu /  Yanina Wickmayer
- Marie Bouzková /  Markéta Vondroušová → sostituite da  Anna Bondár /  Greet Minnen

### Doppio misto
- Hsieh Su-wei /  Jan Zieliński → sostituiti da  Luisa Stefani /  Máximo González
- Tessah Andrianjafitrimo /  Ugo Humbert → sostituiti da  Jiang Xinyu /  Robert Galloway
- Carole Monnet /  Albano Olivetti → sostituiti da  Cristina Bucșa /  Rafael Matos

## Tennisti partecipanti ai singolari
- Singolare maschile

| Campione                    | Campione                         | Finalista                       | Finalista                  |
| --------------------------- | -------------------------------- | ------------------------------- | -------------------------- |
| Carlos Alcaraz [2]          | Carlos Alcaraz [2]               | Jannik Sinner [1]               | Jannik Sinner [1]          |
| Semifinalisti               |                                  |                                 |                            |
| Novak Đoković [6]           | Novak Đoković [6]                | Lorenzo Musetti [8]             | Lorenzo Musetti [8]        |
| Eliminati ai quarti         |                                  |                                 |                            |
| Aleksandr Bublik            | Alexander Zverev [3]             | Frances Tiafoe [15]             | Tommy Paul [12]            |
| Eliminati al 4º turno       |                                  |                                 |                            |
| Andrej Rublëv [17]          | Jack Draper [5]                  | Tallon Griekspoor               | Cameron Norrie             |
| Holger Rune [10]            | Daniel Altmaier                  | Alexei Popyrin [25]             | Ben Shelton [13]           |
| Eliminati al 3º turno       |                                  |                                 |                            |
| Jiří Lehečka                | Arthur Fils [14]                 | Henrique Rocha [Q]              | João Fonseca               |
| Flavio Cobolli              | Ethan Quinn [Q]                  | Jacob Fearnley                  | Filip Misolic [Q]          |
| Mariano Navone              | Quentin Halys                    | Sebastian Korda [23]            | Hamad Međedović            |
| Nuno Borges                 | Karen Chačanov [24]              | Matteo Gigante [Q]              | Damir Džumhur              |
| Eliminati al 2º turno       |                                  |                                 |                            |
| Richard Gasquet [WC]        | Alejandro Davidovich Fokina [26] | Adam Walton                     | Jaume Munar                |
| Alex De Minaur [9]          | Jakub Menšík [19]                | Pierre-Hugues Herbert [WC]      | Gaël Monfils               |
| Jesper De Jong              | Matteo Arnaldi                   | Gabriel Diallo                  | Aleksandr Ševčenko [LL]    |
| Federico Agustin Gomez [LL] | Ugo Humbert [22]                 | Denis Shapovalov [27]           | Corentin Moutet            |
| Daniel Elahi Galán [LL]     | Reilly Opelka [PR]               | Miomir Kecmanović               | Emilio Nava [WC]           |
| Pablo Carreño Busta         | Jenson Brooksby [PR]             | Juan Manuel Cerúndolo [Q]       | Vít Kopřiva                |
| Casper Ruud [7]             | Alejandro Tabilo                 | Sebastian Ofner                 | Márton Fucsovics           |
| Hugo Gaston                 | Stefanos Tsitsipas [20]          | Giovanni Mpetshi Perricard [31] | Fábián Marozsán            |
| Eliminati al 1º turno       |                                  |                                 |                            |
| Arthur Rinderknech          | Térence Atmane [WC]              | Jordan Thompson                 | Pablo Llamas Ruiz [Q]      |
| Lloyd Harris [Q]            | Maximilian Marterer [Q]          | Camilo Ugo Carabelli            | Nicolás Jarry              |
| Laslo Đere                  | James Duckworth                  | Nik'oloz Basilashvili [Q]       | Alexandre Müller           |
| Hubert Hurkacz [30]         | Benjamin Bonzi                   | Hugo Dellien                    | Mattia Bellucci            |
| Learner Tien                | Francesco Passaro                | Marin Čilić [LL]                | Félix Auger-Aliassime [29] |
| Francisco Cerúndolo [18]    | Marcos Giron                     | Dušan Lajović                   | Grigor Dimitrov [16]       |
| Daniil Medvedev [11]        | Aleksandar Kovacevic             | Stanislas Wawrinka [WC]         | Christopher O'Connell      |
| Pedro Martínez              | Bu Yunchaokete                   | Clement Tabur [Q]               | Mackenzie McDonald         |
| Yannick Hanfmann [Q]        | Valentin Royer [WC]              | Rinky Hijikata                  | Brandon Nakashima [28]     |
| Tomáš Macháč [21]           | Sebastián Báez                   | Botic van de Zandschulp         | Roberto Bautista Agut      |
| Roman Safiullin             | Francisco Comesaña               | Jaime Faria                     | Luciano Darderi            |
| Alex Michelsen [32]         | Kamil Majchrzak                  | Thiago Monteiro                 | Taylor Fritz [4]           |
| Albert Ramos Viñolas [Q]    | Kyrian Jacquet [Q]               | Arthur Cazaux [WC]              | Yoshihito Nishioka         |
| Aleksandar Vukic            | Jan-Lennard Struff               | Tristan Schoolkate [WC]         | Elmer Møller [LL]          |
| Lorenzo Sonego              | Ugo Blanchet [Q]                 | Benjamin Hassan [Q]             | Tomás Martín Etcheverry    |
| Zizou Bergs                 | Thiago Agustín Tirante [LL]      | Luca Nardi                      | Giulio Zeppieri [Q]        |

- Singolare femminile

| Campionessa              | Campionessa              | Finalista                          | Finalista                   |
| ------------------------ | ------------------------ | ---------------------------------- | --------------------------- |
| Coco Gauff [2]           | Coco Gauff [2]           | Aryna Sabalenka [1]                | Aryna Sabalenka [1]         |
| Semifinaliste            |                          |                                    |                             |
| Iga Świątek [5]          | Iga Świątek [5]          | Loïs Boisson [WC]                  | Loïs Boisson [WC]           |
| Eliminate ai quarti      |                          |                                    |                             |
| Zheng Qinwen [8]         | Elina Svitolina [13]     | Mirra Andreeva [6]                 | Madison Keys [7]            |
| Eliminate al 4º turno    |                          |                                    |                             |
| Amanda Anisimova [16]    | Ljudmila Samsonova [19]  | Jasmine Paolini [4]                | Elena Rybakina [12]         |
| Dar'ja Kasatkina [17]    | Jessica Pegula [3]       | Hailey Baptiste                    | Ekaterina Aleksandrova [20] |
| Eliminate al 3º turno    |                          |                                    |                             |
| Olga Danilović           | Clara Tauson [22]        | Dajana Jastrems'ka                 | Victoria Mboko [Q]          |
| Julija Starodubceva [LL] | Bernarda Pera            | Jeļena Ostapenko [21]              | Jaqueline Cristian          |
| Julija Putinceva [32]    | Paula Badosa [10]        | Elsa Jacquemot [WC]                | Markéta Vondroušová         |
| Sofia Kenin [31]         | Jéssica Bouzas Maneiro   | Veronika Kudermetova               | Marie Bouzková              |
| Eliminate al 2º turno    |                          |                                    |                             |
| Jil Teichmann            | Danielle Collins         | Arantxa Rus                        | Viktorija Golubic           |
| Diana Šnajder [11]       | Leyre Romero Gormaz [Q]  | Eva Lys                            | Emiliana Arango             |
| Ajla Tomljanović         | Anastasija Potapova      | Donna Vekić [18]                   | Anna Bondár                 |
| Iva Jovic [WC]           | Caroline Dolehide        | Sára Bejlek [Q]                    | Emma Raducanu               |
| Ashlyn Krueger           | Joanna Garland [Q]       | Léolia Jeanjean [WC]               | Elena Gabriela Ruse         |
| Alycia Parks             | Anhelina Kalinina        | Magdalena Fręch [25]               | Ann Li                      |
| Katie Boulter            | Viktoryja Azaranka       | Nao Hibino [Q]                     | Robin Montgomery            |
| Barbora Krejčíková [15]  | Elisabetta Cocciaretto   | Sonay Kartal                       | Tereza Valentová [Q]        |
| Eliminate al 1º turno    |                          |                                    |                             |
| Kamilla Rachimova        | Lucrezia Stefanini [Q]   | Jodie Burrage [PR]                 | Leylah Fernandez [27]       |
| Magda Linette            | Camila Osorio            | Petra Kvitová [PR]                 | Nina Stojanović [Q]         |
| Anastasija Soboljeva [Q] | Destanee Aiava [WC]      | Tiantsoa Rakotomanga Rajaonah [WC] | Mayar Sherif                |
| Peyton Stearns [28]      | Lulu Sun                 | Alex Eala                          | Anastasija Pavljučenkova    |
| Yuan Yue                 | Maya Joint               | Tamara Korpatsch [Q]               | Linda Nosková [29]          |
| Anna Blinkova            | Caroline Garcia          | Laura Siegemund                    | Zeynep Sönmez               |
| Julia Riera [Q]          | Renata Zarazúa           | Greet Minnen                       | Veronika Kudermetova        |
| Marta Kostjuk [26]       | Kimberly Birrell         | Wang Xiyu                          | Rebecca Šramková            |
| Cristina Bucsa           | Suzan Lamens             | Katie Volynets                     | Solana Sierra [Q]           |
| Kateřina Siniaková       | Irina-Camelia Begu       | McCartney Kessler                  | Naomi Ōsaka                 |
| Karolína Muchová [14]    | Maria Sakkarī            | Èlina Avanesyan                    | Elise Mertens [24]          |
| Ons Jabeur               | Oksana Selechmet'eva [Q] | María Carlé [Q]                    | Anca Todoni                 |
| Daria Saville [Q]        | Carole Monnet [Q]        | Yanina Wickmayer [PR]              | Varvara Gračëva             |
| Beatriz Haddad Maia [23] | Yasutaka Uchiyama        | Diane Parry [WC]                   | Emma Navarro [9]            |
| Tatjana Maria            | Viktorija Tomova         | Taylor Townsend [LL]               | Lucia Bronzetti             |
| Anna Kalinskaja [30]     | Ėrika Andreeva           | Chloé Paquet [WC]                  | Olivia Gadecki              |

## Campioni

### Senior

#### Singolare maschile
Carlos Alcaraz ha battuto in finale  Jannik Sinner con il punteggio di 4–6, 6(4)–7, 6–4, 7–6(3), 7–6(2).

#### Singolare femminile
Coco Gauff ha battuto in finale  Aryna Sabalenka con il punteggio di 6(5)–7, 6–2, 6–4.

#### Doppio maschile
Marcel Granollers /  Horacio Zeballos hanno battuto in finale  Joe Salisbury /  Neal Skupski con il punteggio di 6–0, 6(5)–7, 7–5.

#### Doppio femminile
Sara Errani /  Jasmine Paolini hanno battuto in finale  Anna Danilina /  Aleksandra Krunić con il punteggio di 6–4, 2–6, 6–1.

#### Doppio misto
Sara Errani /  Andrea Vavassori hanno battuto in finale  Taylor Townsend /  Evan King con il punteggio di 6–4, 6–2.

### Junior

#### Singolare ragazzi
Niels McDonald ha battuto in finale  Max Schönhaus con il punteggio di 6(5)–7, 6–0, 6–3.

#### Singolare ragazze
Lili Tagger ha battuto in finale  Hannah Klugman con il punteggio di 6–2, 6–0.

#### Doppio ragazzi
Oskari Paldanius /  Alan Ważny hanno battuto in finale  Noah Johnston /  Benjamin Willwerth con il punteggio di 6–2, 6–3.

#### Doppio ragazze
Eva Bennemann /  Sonja Zhenikhova hanno battuto in finale  Alena Kovačková /  Jana Kovačková con il punteggio di 4–6, 6–4, [10–8].

### Tennisti in carrozzina

#### Singolare maschile carrozzina
Tokito Oda ha battuto in finale  Alfie Hewett con il punteggio di 6–4, 7–6(6).

#### Singolare femminile carrozzina
Yui Kamiji ha battuto in finale  Aniek van Koot con il punteggio di 6–2, 6–2.

#### Quad singolare
Guy Sasson ha battuto in finale  Niels Vink con il punteggio di 6–4, 7–5.

#### Doppio maschile carrozzina
Alfie Hewett /  Gordon Reid hanno battuto in finale  Stéphane Houdet / Tokito Oda con il punteggio di 6–4, 1–6, [10–7].

#### Doppio femminile carrozzina
Yui Kamiji /  Kgothatso Montjane hanno battuto in finale  Li Xiaohui /  Wang Ziying con il punteggio di 4–6, 7–5, [10–7].

#### Quad doppio
Guy Sasson /  Niels Vink hanno battuto in finale  Ahmet Kaplan /  Donald Ramphadi con il punteggio di 6–3, 6–4.

## Punti

### Distribuzione dei punti
Di seguito le tabelle per ciascuna competizione, che mostrano i punti validi per il ranking per ogni evento.

#### Tornei uomini e donne
| Evento              | V    | F    | SF  | QF  | 4T  | 3T  | 2T | 1T   | Q    | Q3   | Q2   | Q1   |
| Singolare maschile  | 2000 | 1300 | 800 | 400 | 200 | 100 | 50 | 10   | 30   | 16   | 8    | 0    |
| Doppio maschile     | 2000 | 1200 | 720 | 360 | 180 | 90  | 0  | N.D. | N.D. | N.D. | N.D. | N.D. |
| Singolare femminile | 2000 | 1300 | 780 | 430 | 240 | 130 | 70 | 10   | 40   | 30   | 20   | 2    |
| Doppio femminile    | 2000 | 1300 | 780 | 430 | 240 | 130 | 10 | N.D. | N.D. | N.D. | N.D. | N.D. |

#### Carrozzina
| Evento         | V   | F   | SF   | QF   |
| Singolare      | 800 | 500 | 375  | 100  |
| Doppio         | 800 | 500 | 100  | N.D. |
| Quad Singolare | 800 | 500 | 100  | N.D. |
| Quad Doppio    | 800 | 100 | N.D. | N.D. |

#### Junior
| Evento            | V    | F   | SF  | QF  | 2T  | 1T   | Q    | Q3   |
| Singolare ragazzi | 1000 | 600 | 370 | 200 | 100 | 45   | 30   | 20   |
| Singolare ragazze | 1000 | 600 | 370 | 200 | 100 | 45   | 30   | 20   |
| Doppio ragazzi    | 750  | 450 | 275 | 150 | 75  | N.D. | N.D. | N.D. |
| Doppio ragazze    | 750  | 450 | 275 | 150 | 75  | N.D. | N.D. | N.D. |

## Montepremi
| Evento               | V         | F         | SF       | QF       | 4T       | 3T       | 2T       | 1T      | Q3      | Q2      | Q1      |
| Singolare            | 2550000 € | 1275000 € | 690000 € | 440000 € | 265000 € | 168000 € | 117000 € | 78000 € | 43000 € | 29500 € | 21000 € |
| Doppio *             | 590000 €  | 295000 €  | 148000 € | 80000 €  | 43500 €  | 27000 €  | 17500 €  | N.D.    | N.D.    | N.D.    | N.D.    |
| Doppio misto *       | 122000 €  | 61000 €   | 31000 €  | 17500 €  | 10000 €  | 5000 €   | N.D.     | N.D.    | N.D.    | N.D.    | N.D.    |
| Carrozzina Singolare | 63900 €   | 31950 €   | 20600 €  | 12360 €  | 8750 €   | N.D.     | N.D.     | N.D.    | N.D.    | N.D.    | N.D.    |
| Carrozzina Doppio *  | 21650 €   | 11350 €   | 8250 €   | 5150 €   | N.D.     | N.D.     | N.D.     | N.D.    | N.D.    | N.D.    | N.D.    |
| Quad Singolare       | 63900 €   | 31950 €   | 20600 €  | 12360 €  | N.D.     | N.D.     | N.D.     | N.D.    | N.D.    | N.D.    | N.D.    |
| Quad Doppio *        | 21650 €   | 11350 €   | 8250 €   | N.D.     | N.D.     | N.D.     | N.D.     | N.D.    | N.D.    | N.D.    | N.D.    |

* per team